# Peter Brant
Pour les articles homonymes, voir Brant.
Peter M. Brant (né en 1947 à New York) est un homme d'affaires américain. Propriétaire de Papiers White Birch et de Brant Publications, Inc., collectionneur d'art et producteur de films, il a fait partie de la liste des milliardaires du magazine Forbes pendant plusieurs années,.
En 1995, il se marie en secondes noces avec la top model Stephanie Seymour. Le couple a trois enfants.

## Brant Publications, Inc.
Brant est le propriétaire de Brant Publications, Inc. (BPI), une compagnie fondée en 1984 et dont le siège social est situé à New York. BPI publie quatre magazines dont Interview.

## Courses de chevaux
Peter Brant possède une importante écurie de pur-sang, White Birch Farm, dont sont issus plusieurs champions ayant couru en Europe comme aux États-Unis, parmi lesquels Sottsass (Prix de l'Arc de Triomphe, Prix du Jockey Club). Également éleveur (Thunder Gulch, lauréat du Kentucky Derby), il fut associé à Claiborne Farm sur le champion Swale (3 ans de l'année aux États-Unis en 1984) et sur le chef de race Mr. Prospector.

## Filmographie partielle
- 2014 : The Homesman de Tommy Lee Jones (producteur)